# Switch duodenale
Lo  switch duodenale  è una tecnica chirurgica contro l'obesità che prevede la rimozione di parte dello stomaco.

## Storia
La prima volta che venne eseguito fu nel 1988 da Douglas Hess 

## Vantaggi
Fra i vantaggi:
- Riduce notevolmente il peso del soggetto
- Tende al salvataggio del piloro
- Non provoca la sindrome da dumping

## Svantaggi
Fra gli svantaggi:
- Risulta invasiva e complicata
- L'intervento dura molto tempo
- Si mostra un successivo malassorbimento di numerose vitamine (A-D-E-K). Lo stesso dicasi per le proteine e potassio
- Anche intolleranze alimentari come quella al lattosio possono comparire

## Complicanze
Fra le possibili complicanze:
- Infezioni
- Ascesso
- Trombosi venosa profonda
- Embolia polmonare
- Ernia